# Witta di Büraburg
Witta di Büraburg (Wessex, ... – Büraburg, attorno al 747) è stato uno dei primi missionari anglosassoni in Assia e Turingia nella Germania centrale, discepolo e compagno di san Bonifacio e san Lullo.

## Biografia
Dopo la creazione da parte di Bonifacio del vescovato di Büraburg nei pressi di Fritzlar nel 741, Witta fu il suo primo e unico vescovo. Dopo la sua morte nel 747 nessuno prese il suo posto come vescovo e Lullo, arcivescovo di Magonza, unì le due sedi nel tentativo di avere il massimo controllo possibile sugli sforzi missionari nell'est.
Fu lui ad assistere san Bonifacio, insieme al vescovo san Burcardo, nella consacrazione a vescovo di san Villibaldo nell'ottobre del 741.  

## Culto
Witta fu sepolto nella cappella di san Sturmio, usata in seguito da Lullo (769) come centro per la nuova e influente abbazia benedettina di Hersfeld.
Witta viene festeggiato il 26 ottobre.